# Conta-Me como És
Conta-me Como És foi um programa de entrevistas conduzido por Fátima Lopes, transmitido ao sábado na TVI e com repetição na TVI24 e TVI Ficção.
Estreada a 05 de Maio de 2018, a primeira temporada teve como cenário o Hotel Vila Galé Collection Palácio dos Arcos e foi lançada no âmbito das comemorações do 25º aniversário da estação, com o objetivo de homenagear as personalidades ligadas ao sucesso do canal. Fátima Lopes conduziu, no total, 16 entrevistas.
Para além de uma conversa intimista sobre a sua vida, os entrevistados são surpreendidos por vídeos de familiares e amigos, focando-se na sua vida longe dos holofotes. 
Com a chegada de Nuno Santos à direção de programas da TVI, Conta-me Como És deixa de ser exibido de 18 de janeiro e até 8 de fevereiro de 2020, altura em que retoma as suas emissões num novo horário, passando desta feita a ser emitido antes do Jornal da Uma e após o "Você na TV! Especial" apresentado por Isabel Silva.

## 1ª Temporada
| Convidado             | Data de Emissão                        | Audiência |
| --------------------- | -------------------------------------- | --------- |
| Judite de Sousa       | 05 de Maio de 2018                     |           |
| Pedro Barroso         | 12 de Maio de 2018                     |           |
| Sofia Ribeiro         | 19 de Maio de 2018                     |           |
| Pedro Pinto           | 26 de Maio de 2018                     |           |
| Ana Sofia Martins     | 02 de Junho de 2018                    |           |
| Ljubomir Stanisic     | 08 de Junho de 2018 (Emissão Especial) |           |
| Alexandra Lencastre   | 09 de Junho de 2018                    |           |
| Pedro Teixeira        | 16 de Junho de 2018                    |           |
| Rita Pereira          | 23 de Junho de 2018                    |           |
| Cristina Reyna        | 30 de Junho de 2018                    |           |
| Paulo Pires           | 07 de Julho de 2018                    |           |
| Lourenço Ortigão      | 14 de Julho de 2018                    |           |
| Fernanda Serrano      | 21 de Julho de 2018                    |           |
| Diogo Infante         | 28 de Julho de 2018                    |           |
| Eunice Muñoz          | 04 de Agosto de 2018                   |           |
| José Alberto Carvalho | 11 de Agosto de 2018                   |           |

## 2ª Temporada
| Convidado                 | Data de Emissão                           | Audiência |
| ------------------------- | ----------------------------------------- | --------- |
| Rui Nabeiro               | 15 de Setembro de 2018                    |           |
| Marco Paulo               | 22 de Setembro de 2018                    |           |
| Helena Sacadura Cabral    | 29 de Setembro de 2018                    |           |
| Carlos Cruz               | 06 de Outubro de 2018                     |           |
| Diogo Piçarra             | 13 de Outubro de 2018                     |           |
| José Rodrigues dos Santos | 20 de Outubro de 2018                     |           |
| Tony Carreira             | 27 de Outubro de 2018                     |           |
| Fernando Mamede           | 03 de Novembro de 2018                    |           |
| Mariza                    | 10 de Novembro de 2018                    |           |
| Maria Cavaco Silva        | 17 de Novembro de 2018                    |           |
| Paula Neves               | 24 de Novembro de 2018                    |           |
| Pedro Santana Lopes       | 01 de Dezembro de 2018                    |           |
| Jéssica Athayde           | 08 de Dezembro de 2018                    |           |
| Eduardo Barroso           | 15 de Dezembro de 2018                    |           |
| José Pedro Gomes          | 22 de Dezembro de 2018                    |           |
| Manuel Luís Goucha        | 29 de Dezembro de 2018 (Emissão Especial) |           |
| Maria Cerqueira Gomes     | 12 de Janeiro de 2019                     |           |

## 3ª Temporada
| Convidado           | Data de Emissão                    | Audiência |
| ------------------- | ---------------------------------- | --------- |
| Luís Aleluia        | 26 de Janeiro de 2019              |           |
| Joana Amaral Dias   | 9 de Fevereiro de 2019             |           |
| Mickael Carreira    | 25 de Fevereiro de 2019            |           |
| Nuno Gomes          | 26 de Fevereiro de 2019            |           |
| Cláudia Lopes       | 27 de Fevereiro de 2019            |           |
| Toy                 | 23 de Março de 2019                |           |
| Alberto João Jardim | 30 de Março de 2019                |           |
| Ágata               | 6 de Abril de 2019                 |           |
| Alexandra Borges    | 13 de Abril de 2019                |           |
| Raquel Tavares      | 20 de Abril de 2019                |           |
| Paulo de Carvalho   | 27 de Abril de 2019                |           |
| Diogo Morgado       | 4 de Maio de 2019                  |           |
| Luís de Matos       | 11 de Maio de 2019                 |           |
| Maniche             | 18 de Maio de 2018                 |           |
| Ricardo Ribeiro     | 25 de Maio de 2019                 |           |
| Emanuel             | 1 de Junho de 2019                 |           |
| Fernando Mendes     | 8 de Junho de 2019                 |           |
| Virgul              | 15 de Junho de 2019                |           |
| Simone de Oliveira  | 22 de Junho de 2019                |           |
| Filomena Cautela    | 29 de Junho de 2019                |           |
| Kelly Bailey        | 6 de Julho de 2019 (horário nobre) |           |
| Pedro Fernandes     | 13 de Julho de 2019                |           |
| Mónica Jardim       | 20 de Julho de 2019                |           |
| Rui Maria Pêgo      | 27 de Julho de 2019                |           |
| Soraia Tavares      | 3 de agosto de 2019                |           |
| Carlos Cruz         | 10 de agosto de 2019 (repetição)   |           |
| Rui Nabeiro         | 17 de agosto de 2019 (repetição)   |           |
| Alexandra Lencastre | 24 de agosto de 2019 (repetição)   |           |

## 4ª Temporada
| Convidado              | Data de Emissão                 | Audiência |
| ---------------------- | ------------------------------- | --------- |
| Bárbara Branco         | 7 de setembro de 2019           |           |
| Fernando Pereira       | 14 de setembro de 2019          |           |
| Marisa Cruz            | 21 de setembro de 2019          |           |
| Carminho               | 28 de setembro de 2019          |           |
| David Carreira         | 5 de outubro de 2019            |           |
| Lucélia Santos         | 12 de outubro de 2019           |           |
| Inês Herédia           | 19 de outubro de 2019           |           |
| José Cid               | 26 de outubro de 2019           |           |
| Isabel Silva           | 2 de novembro de 2019           |           |
| Júlio Isidro           | 9 de novembro de 2019           |           |
| Luís Represas          | 16 de novembro de 2019          |           |
| Patrícia Matos         | 23 de novembro de 2019          |           |
| FF                     | 30 de novembro de 2019          |           |
| Margarida Rebelo Pinto | 7 de dezembro de 2019           |           |
| Camané                 | 14 de dezembro de 2019          |           |
| Marina Mota            | 21 de dezembro de 2019          |           |
| Joaquim Monchique      | 28 de dezembro de 2019          |           |
| Aurea                  | 4 de janeiro de 2020            |           |
| Fernando Tordo         | 11 de janeiro de 2020           |           |
| Ruy de Carvalho        | 8 de fevereiro de 2020          |           |
| Marco Costa            | 15 de fevereiro de 2020         |           |
| Maria João Bastos      | 22 de fevereiro de 2020         |           |
| Manuel Melo            | 29 de fevereiro de 2020         |           |
| Cuca Roseta            | 7 de março de 2020              |           |
| Fernando Mendes        | 14 de março de 2020 (repetição) |           |
| Sara Barradas          | 21 de março de 2020             |           |
| Tony Carreira          | 22 de março de 2020 (repetição) |           |
| Fernanda Serrano       | 28 de março de 2020 (repetição) |           |
| Diogo Morgado          | 29 de março de 2020 (repetição) |           |
| José Cid               | 5 de abril de 2020 (repetição)  |           |